# Феърфакс (Калифорния)
Вижте пояснителната страница за други значения на Феърфакс.
Феърфакс (Fairfax) е град в окръг Марин, в района на залива на Сан Франциско, щата Калифорния, Съединените американски щати.
Има население от 7500 души (2000) и обща площ от 5,5 км² (2,1 кв. мили), изцяло суша.

## Личности
- Ван Морисън, музикант